# Majowy Wyścig Klasyczny-Lublin
La Majowy Wyścig Klasyczny-Lublin era una corsa in linea maschile di ciclismo su strada che si svolse in Polonia tra il 2000 e il 2008. Nel 2005 e nel 2008 fece parte del calendario UCI Europe Tour come evento di classe 1.2.

## Albo d'oro
Aggiornato all'edizione 2008.
| Anno | Vincitore          | Secondo            | Terzo                |
| ---- | ------------------ | ------------------ | -------------------- |
| 2000 | Piotr Chmielewski  | Marcin Lewandowski | Slawomir Chrzamowski |
| 2001 | Piotr Przydział    | Zbigniew Piatek    | Piotr Chmielewski    |
| 2002 | Oleksandr Klymenko | Bohdan Bondarjev   | Robert Radosz        |
| 2003 | Piotr Mazur        | Oleksandr Klymenko | Slawomir Chrzamowski |
| 2004 | Piotr Przydział    | Wojciech Pawlak    | Lukasz Podolski      |
| 2005 | Cezary Zamana      | Wojciech Pawlak    | Ondrej Fadrny        |
| 2006 | non disputato      | non disputato      | non disputato        |
| 2008 | Mateusz Mróz       | Marek Rutkiewicz   | Dariusz Baranowski   |